# Brockhaus Enzyklopädie, 21. Auflage

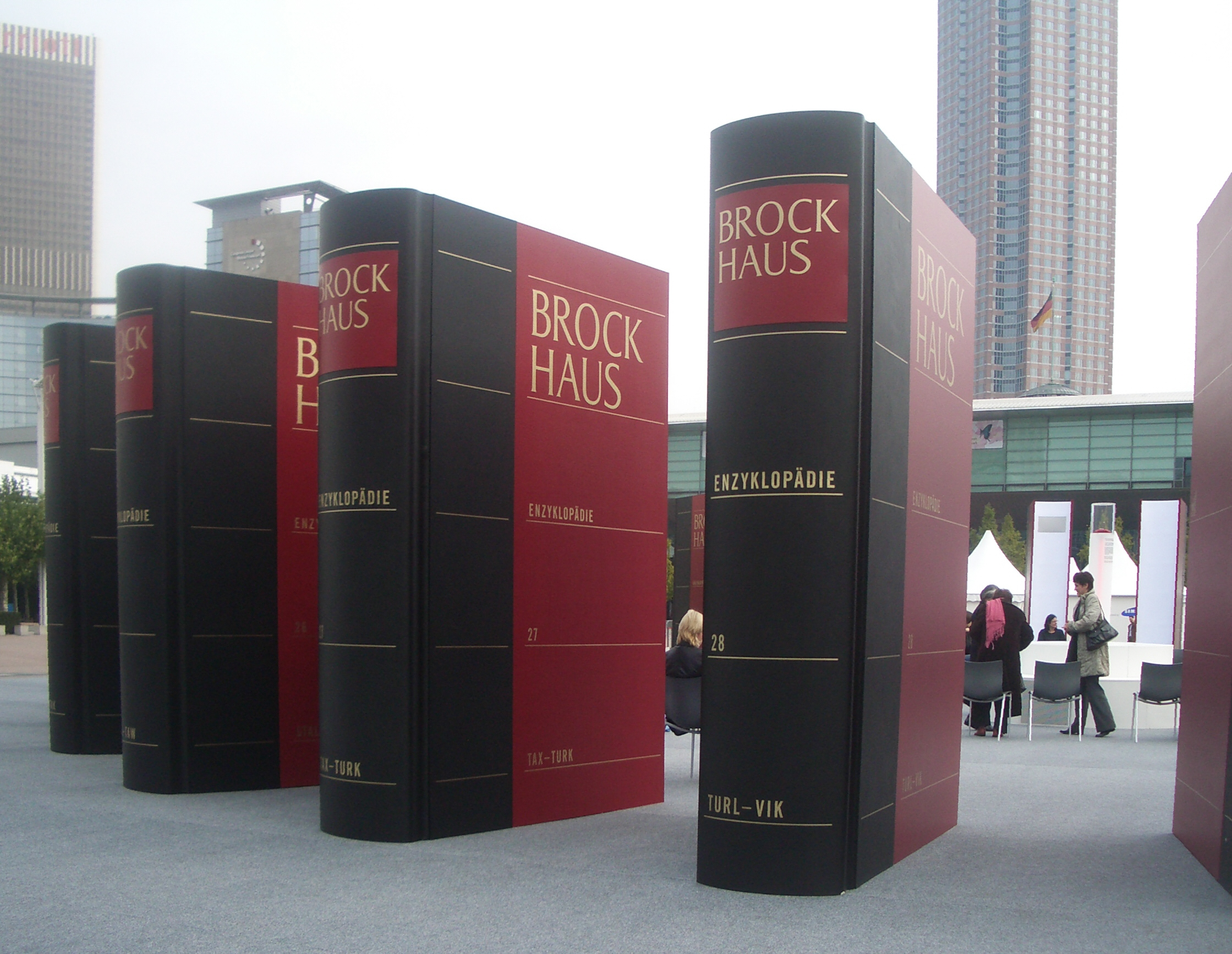
Audioinstallation zur Vorstellung der 21. Auflage der Brockhaus Enzyklopädie im Innenhof der Frankfurter Buchmesse 2005

Die 21. Auflage der Brockhaus Enzyklopädie ist ein Allgemeinlexikon in 30 Bänden, das auf rund 24.500 Seiten rund 300.000 Stichwörter behandelt, etwa 40.000 Bilder und ein Tonarchiv mit etwa 4.000 Hörbeispielen (Gesamtspielzeit von rund 70 Stunden) umfasst. Es wurde herausgegeben und betreut vom Bibliographischen Institut & F. A. Brockhaus. Die Druckfassung erschien 2005 und 2006, eine Fassung mit USB-Stick und zwei DVDs wurde 2005 ausgeliefert, die Online-Fassung wurde bis 2010 aktualisiert.

## Redaktion und Edition
Nach der 20. Auflage, die von 1996 bis 1999 erschienen war und deren Verkaufszahlen nicht die Erwartungen des Verlages erfüllt hatten, meldete dpa im Mai 2001:

„Trotz der Absatzprobleme mit der Enzyklopädie will der Verlag an seinem Flaggschiff festhalten: Angedacht ist eine Neuauflage zum 200. Firmenjubiläum im Jahr 2005.“

Das Projekt startete im Juni 2003, im Herbst 2004 wurden die Texte der 20. Auflage aus dem firmeneigenen Portal xipolis.net entfernt. Befristet bis Ende 2005 wurden zusätzlich 29 Redakteure eingestellt, die unter der Leitung von Annette Zwahr in Leipzig die Artikel selbst verfassten oder an externe Autoren Aufträge vergaben. Jeder Redakteur betreute nach Verlagsangaben 8.000 Stichwörter. Die Layouterstellung erfolgte mit dem Satzsystem PageOne, die interne Bilddatenbank Medea stand der Redaktion zur Koordinierung der Bebilderungswünsche zur Verfügung. Die Texte wurden von der Redaktion mit dem Programm Reda erstellt, das die Texte in einer SGML-Syntax verwaltet.

### Printausgabe

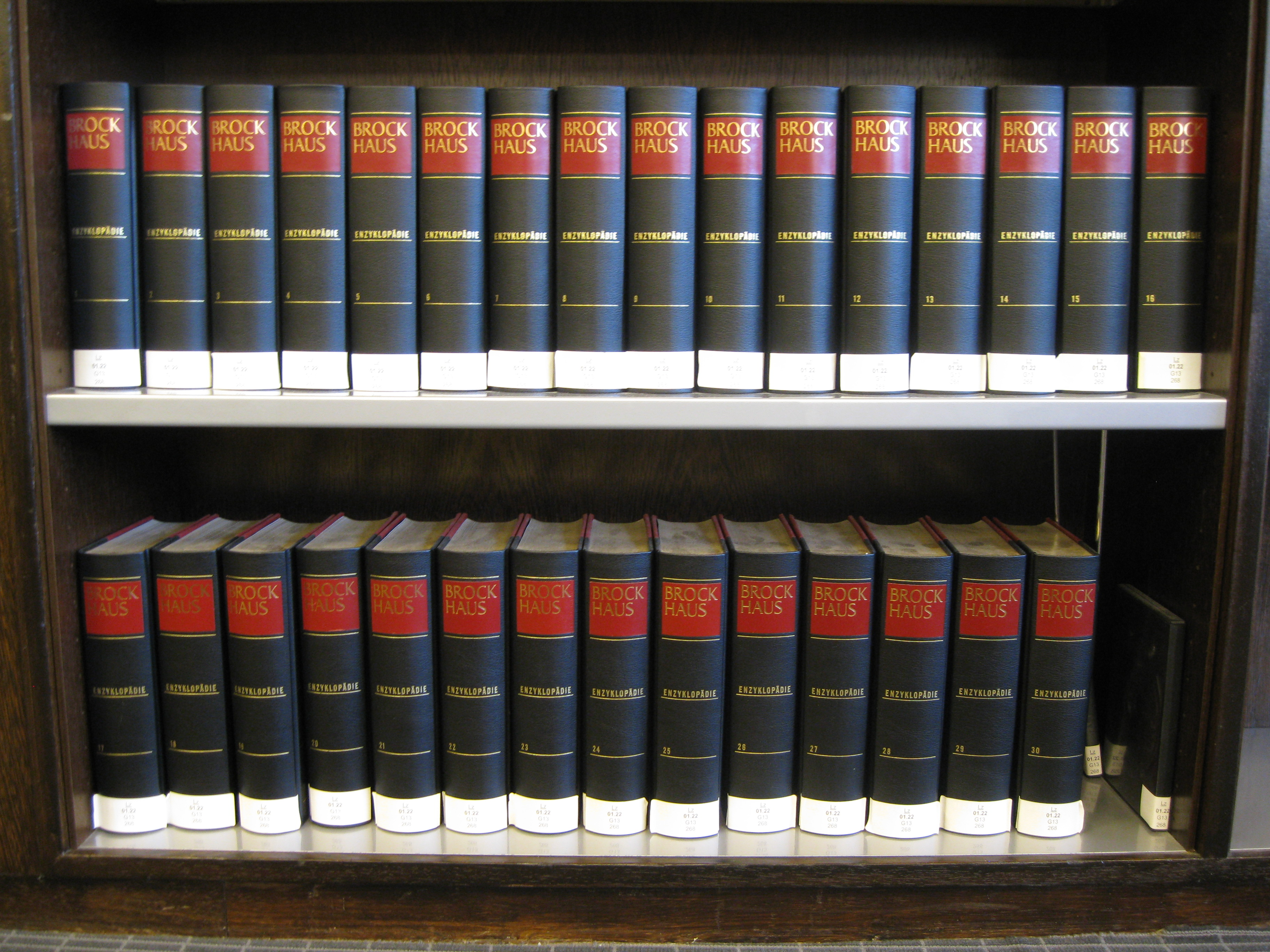
30 Bände der 21. Auflage der Brockhaus Enzyklopädie

Am 19. Oktober 2005 wurden die ersten sechs Bände auf der Frankfurter Buchmesse präsentiert. Es war die letzte Brockhausausgabe, die vom Bibliographischen Institut betreut wurde sowie die letzte Brockhausausgabe überhaupt. Während die früheren Auflagen über mehrere Jahre erschienen waren (die 19. Auflage in einem Zeitraum von neun Jahren, die 20. Auflage in einem Zeitraum von vier Jahren), erschien die 21. Auflage binnen zwölf Monaten:
- Bände 01–06 (A–DIET): Oktober 2005
- Bände  07–12 (DIEU–HURR): Dezember 2005
- Bände  13–18 (HURS–MOSB): März 2006
- Bände  19–24 (MOSC–SELD): Juni 2006
- Bände  25–30 (SELE–ZZ): September 2006

Die Aufmachung erfüllte die Erwartungen an ein für viele Jahrzehnte nutzbares Werk. Zur Printausgabe gehörten zwei Audio-DVDs, eine für PCs und die andere für DVD-Spieler.
Für die Jahre 2006, 2007 und 2008 gab es Jahresbände (Brockhaus Enzyklopädie Jahrbücher). Der Weltbildverlag bot im Internet eine 2009 überarbeitete und aktualisierte 21. Auflage an.

### USB-Dongle und DVDs
Eine elektronische Version erschien bereits mit den ersten sechs Bänden (Brockhaus Enzyklopädie Digital, ISBN 3-7653-4131-2), und zwar für Windows 2000 und Windows XP. Dabei wurde ein kompliziertes Kopierschutzverfahren verwendet. Die Information (Texte) ist auf einem sehr aufwendig gestalteten USB-Stick von einem Gigabyte Kapazität enthalten, der zugleich als Dongle funktioniert. Zwar lässt sich der 13-GB-Datenbestand der beiden DVDs auf die Festplatte kopieren, aber nur zugleich mit dem eingesteckten Stick nutzen. Bei Defekt oder Verlust des Sticks sind die Daten nicht mehr nutzbar. Installation und Verwendung waren kompliziert und störungsanfällig. Wenn es mit dem Internetzugang und Dongle jedoch klappte, konnte der Enzyklopädieinhalt auf der Festplatte monatlich aktualisiert werden.

### Online-Angebot
Käufern der Enzyklopädie wurde bis 2010 zusätzlich Zugang zu der Brockhaus-Seite www.brockhaus-enzyklopaedie.de zugesagt. Der Verlag gab an, die Inhalte dort bis 2010 permanent von etwa 40 Redakteuren aktualisieren zu lassen. Die elektronischen Angebote waren seit dem 1. Oktober 2005 online. Nach Marion Winkenbach, Verlagsleiterin für den Bereich Allgemeine Lexika, sollten Aktualisierungen alle zwei Wochen eingearbeitet werden. Bei Ereignissen größerer Signifikanz (etwa einer Papstwahl) sollten Änderungen nach 24 Stunden online sein. Für März 2008 kündigte  B. I. & F. A. Brockhaus an, die Brockhaus-Enzyklopädie kostenfrei (werbefinanziert) ins Netz stellen zu wollen. Zur Frankfurter Buchmesse im September 2008 erklärte jedoch der Unternehmenssprecher Klaus Holoch dem Börsenblatt: „Der Start ist auf unbestimmte Zeit verschoben.“ Diese Website wurde nie kostenlos zugänglich gemacht und ist seit dem 7. Januar 2015 nicht mehr aktiv. Mittlerweile wird eine kostenpflichtige Online-Version der Brockhaus-Enzyklopädie angeboten.

## Wettstreit mit der Wikipedia
Kurz vor der Markteinführung des digitalen Lexikons, im August 2005, verglich der Pressesprecher von Brockhaus Holoch in einem Interview mit Deutschlandradio Kultur den Brockhaus mit der freien Enzyklopädie Wikipedia. Dabei bezeichnete er Letztere als unzuverlässig: „Das Einzige, was mich stört, ist, dass so getan wird, als ob das [Wikipedia] ein verlässliches Lexikon ist, und das ist es beileibe nicht.“ Brockhaus hingegen setze auf „Qualität, auf Fachredakteure, auf Fachautoren und wir haben ein System, was diese Qualität und diese Verlässlichkeit absolut absichert und dass jeder, der aus dem Brockhaus zitiert, auch wirklich sicher sein kann, dass das, was er da zitiert, stimmt.“ Bald darauf wurden auch empirische Vergleiche durchgeführt, so durch den „Wissenschaftlichen Informationsdienst Köln“, der 50 zufällig ausgesuchte Artikel beider Enzyklopädien bezüglich Richtigkeit, Vollständigkeit, Aktualität und Verständlichkeit verglich. Insgesamt siegte Wikipedia, besonders im Punkt „Aktualität“, aber auch hinsichtlich der „Richtigkeit“; Brockhaus behielt in Bezug auf Verständlichkeit die Oberhand.
Zu dieser Zeit hatte die Encyclopædia Britannica ihr Geschäftsmodell bereits radikal umgestellt und verramschte ihre ersten CD-Fassungen. Die Wikipedia hingegen war noch weit davon entfernt, in Sachen inhaltlicher Qualität und Zuverlässigkeit Konkurrenz zu sein, aber sie war leicht zugänglich und erschloss neue Bereiche speziellen Wissens aus gegenwärtiger Technik, Marktangeboten, Heimatkunde. Die Rechnung, dass ein vergleichsweise kleiner Kreis von Käufern eine deutsche Enzyklopädie mit bezahlten Fachautoren und Fachredakteuren finanzieren könnte, war unter diesen Bedingungen aber wohl nicht aufgegangen.

## Finanzielle Aspekte
Das Bibliographische Institut und F. A. Brockhaus gaben an, 20 Millionen Euro für die neue Auflage investiert zu haben. Für die Werbekampagne unter dem Slogan „Wer mehr weiß, kann mehr bewegen“ standen vier Millionen Euro zur Verfügung, die von der Agentur GBK Heye in München eingesetzt wurden. Werbeträger waren unter anderem Marcel Reich-Ranicki und Otto Sander. Bei der Produktion überstiegen die Lizenzkosten für Bilder erstmals die Kosten für die Texterstellung. 
Die gedruckte Fassung wurde in Deutschland bis Ende März 2006 für einen Vorauszahlungspreis von 2.397 Euro verkauft, die elektronische Fassung für 1.489 Euro. Ab April 2006 kosteten die 30 Bände 2.490 Euro und im Dezember 2011 sogar 2.820 Euro. Die Preise in Österreich und der Schweiz waren vergleichbar.

## Weitere Entwicklung
Gegenüber der Zeitschrift Buchreport gab der Verlag an, bis Herbst 2006 20.000 und mittelfristig 50.000 Exemplare der Enzyklopädie verkaufen zu wollen. Im Februar 2008 musste der Verlag einräumen, dass das Ziel von 20.000 verkauften Exemplaren angesichts der starken Online-Konkurrenz unerreichbar sei. „Die 21. Auflage der Enzyklopädie war voraussichtlich die letzte – ab jetzt findet alles online statt.“ (Klaus Holoch)
Die Arvato-Tochter wissenmedia GmbH übernahm die Marke Brockhaus am 1. Februar 2009 und stellte im Jahr 2014 den Vertrieb der gedruckten Brockhaus Enzyklopädie ein. Im Jahr 2015 übernahm der Verlag der Schwedischen Nationalenzyklopädie (NE Nationalencyklopedin AG) die Rechte an der Marke Brockhaus. Dessen deutsches Tochterunternehmen NE GmbH entwickelt und vermarktet seitdem die Onlineausgabe der Brockhaus Enzyklopädie.

## Bibliografische Angaben
- Brockhaus Enzyklopädie. 21. Auflage. 30 Bände. Brockhaus, Leipzig/Mannheim 2005–2006, ISBN 978-3-7653-4140-3.
- Brockhaus-Enzyklopädie digital. Brockhaus, Leipzig/Mannheim 2006, ISBN 978-3-7653-4131-1.